# Tachyeres
Tachyeres és un gènere d'ocells de la tribu dels anatins (Anatini), dins la família dels anàtids (Anatidae) que habita l'extrem meridional d'Amèrica del Sud i illes properes. Són coneguts amb el nom d'ànecs vapor. Amb l'excepció del volador, són un gènere d'anseriformes que no volen.

## Llista d'espècies
Se n'han descrit 4 espècies dins aquest gènere:
- Ànec vapor de la Patagònia (Tachyeres patachonicus).
- Ànec vapor de Magallanes (Tachyeres pteneres).
- Ànec vapor de les Malvines (Tachyeres brachypterus).
- Ànec vapor capblanc (Tachyeres leucocephalus).